# Lanna Commins

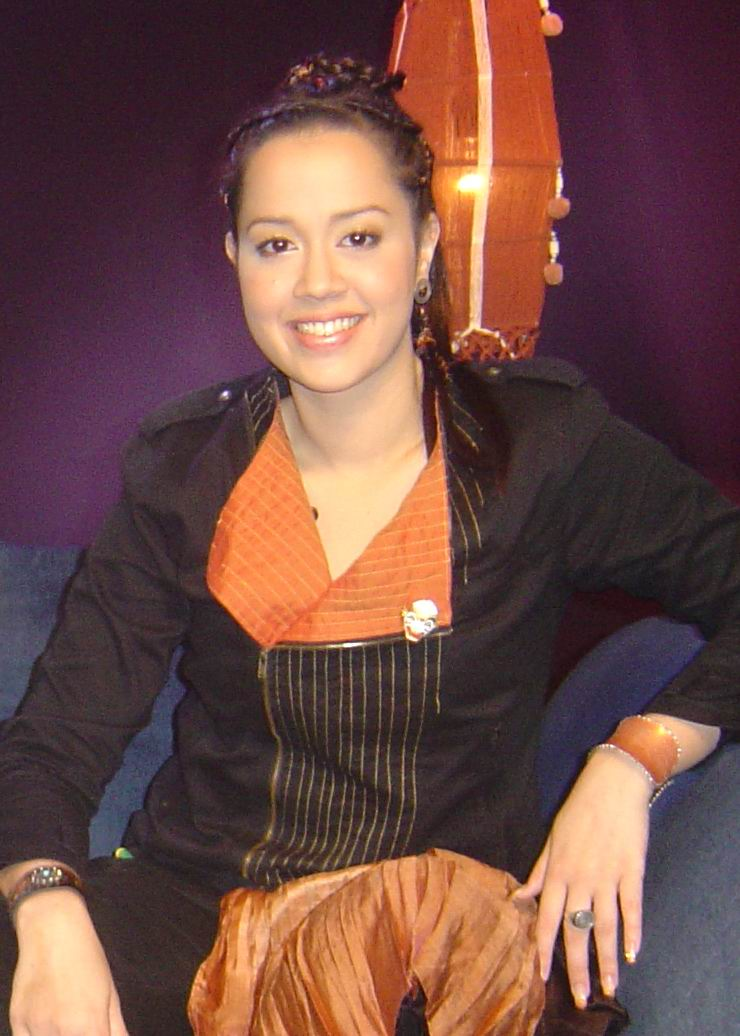
Lanna Commins

Lanna Commins (thailändisch ลานนา คัมมินส์, * 3. November 1983 in Bangkok) ist eine thailändisch-australische Sängerin.

## Leben
Commins Vater stammt aus Australien, ihre Mutter ist Soontaree Vechanont (สุนทรี เวชานนท์), eine bekannte thailändische Volkssängerin, die in Chiang Mai ein Restaurant betreibt. Commins hat einen Bruder und wuchs die ersten Jahres in Australien und ab 1984 in Kuala Lumpur (Malaysia) auf.
Von 2003 bis 2007 stand sie unter Vertrag beim bekannten thailändischen Label GMM Grammy, wollte dann aber ihre eigene Musik machen. Ihr Musikstil war eine Fusion aus Pop-Rock und nordthailändischer Volksmusik. Nach Kündigung ihres Vertrags bei GMM Grammy verlor sie die Aufmerksamkeit der Medien. Erst Anfang 2014 wurden diese wieder auf sie aufmerksam, als Commins bei den Protesten gegen die Regierung in Ratchaprasong auftrat.

## Alben
- 2004: Lanna Commins (GMM Grammy)
- 2005: Yin Dee Pee Ra Gaa (GMM Grammy)
- 2006: Happy Trip (GMM Grammy)